# Alexander Maes (1901-1973)
Alexander Maes (Ekeren, 1 april 1901 - Zwijndrecht, 30 december 1973) was een Belgische wielrenner. Hij was profwielrenner van 1924 tot 1933.

## Biografie
Joannes Alexander Maes, zoon van Lambertus Maes en Anna Maria Teunen uit Ekeren, was als professioneel wielrenner actief van 1924 tot 1933. Alex Maes werd vooral bekend als sprinter in kermiskoersen en baanwielrenner op de piste. Hij reed als profwielrenner onder meer bij de ploeg Peugeot-Dunlop. Na zijn wielercarrière hield hij een sportcafé open in de buurt van het Antwerpse Sportpaleis. Bij de opening van dit Sportpaleis in oktober 1933 reed brouwer Eduard Maes (geen familieverwantschap) bij wijze van stunt met een sportwagen op de hellingen naar de bovengaanderijen, begeleid door motorrijder Rivo Castro en wielrenner Alex Maes, om te illustreren dat die breed genoeg waren.

### Oorlogsvluchteling
Tijdens de Eerste Wereldoorlog was Alex Maes volgens gegevens van het Central Register for War Refugees samen met zijn ouders en zes andere kinderen, vluchteling in Groot-Brittannië. Hij verbleef er tweemaal (de eerste keer in 1915, een tweede keer in 1916) in het grootschalige vluchtelingenkamp te Earl's Court (London) . Met zijn ouders verbleef hij als vluchtelingenkind ook een tijd in Drumclog (Schotland), vervolgens in het industriële stadsdeel Fulham (London) en ten slotte Twickenham (Greater London).

### Wielercarrière
Tijdens zijn profcarrière deed hij voornamelijk aan straatcriteria en baanwedstrijden mee. Gedurende deze tijd wist hij negen individuele overwinningen in het wegwielrennen te behalen, de meeste daarvan in de sprint bij zogenaamde kermiskoersen (Zwijndrecht in 1927, Lebbeke en Aalter in 1928 en de Grote Velokoers te Zottegem in 1930). Hij werd tiende in 1927 in Parijs-Roubaix en deed tweemaal mee aan de Ronde van Vlaanderen (24ste in 1926 en 28ste in 1927).
Maes is ook baanwielrenner (pisterijden). Op de Zesdaagsen, een extreme wielerwedstrijd op de piste , vormde hij een duo met achtereenvolgens Léon Van Aken, Louis Müller en Victor Standaert. In 1926 werd hij negende op de Zesdaagse van Gent met Léon Van Aken en vervolgens in 1926-1927 vijfde op de Zesdaagse van Brussel in het Sportpaleis van Schaarbeek. In 1929 en 1930 werd hij twee jaar op rij met kompaan Louis Müller telkens derde op de Prix du Salon in de Vélodrome d'Hiver te Parijs. Met diezelfde Louis Müller werd hij in 1929-1930 achtste bij de Zesdaagse van Brussel. In 1930-1931 werd hij negende samen met Victor Standaert op de Zesdaagse van Brussel. In 1927 wint hij het criterium van baanrijders (100 km) in de Wintervelodroom van Gent in een nieuwe plaatselijke recordtijd. Drie jaar later verbreekt hij ook het record op het criterium der baanrijders (100km) van de Wintervelodroom van Brussel (2u 15m 50s).
De belangrijkste successen van Alex Maes waren onder meer het winnen van de wedstrijd Parijs-Menen (1925), het circuit de l'Arvor (1927) en de Schaal Sels Merksem (1928). Na zijn overwinning in de sprint bij de Schaal Sels in augustus 1928 liet Alex Maes aan krant de SportWereld weten een benefiet te willen organiseren voor de familie van verongelukte "betreurde vriend" stayer Gustave Lejour. Die 27-jarige Belgische wielrenner was, terwijl zijn dochtertje aanwezig was, eerder die week in Duitsland bij een training op de piste zwaar ten val gekomen en was op weg naar het hospitaal overleden door een schedelbreuk. 
Alex Maes won tevens de eerste editie van de Grote 1-mei Prijs (1928) en staat ook geboekstaafd als de eerste winnaar van de Nationale Sluitingsprijs (1929).

## Palmares
- 1925
  - Parijs-Menen
- 1927
  - Circuit de l'Arvor
  - Koers Zwijndrecht
  - Criterium der Baanrijders Wintervelodroom Gent
- 1928
  - Schaal Sels
  - Grote Prijs 1-Mei Hoboken
  - Grote Prijs van Aalter
  - Grote Prijs van Lebbeke
- 1929
  - Nationale Sluitingsprijs
- 1930
  - Grote Velokoers te Zottegem
  - Criterium der Baanrijders Wintervelodroom Brussel
- 1931
  - Trofee der "Assen" Winterveldroom van Brussel